# Samtgemeinde Lindhorst
La comunità amministrativa di Lindhorst (Samtgemeinde Lindhorst) si trova nel circondario della Schaumburg nella Bassa Sassonia, in Germania.

## Suddivisione
Comprende 4 comuni:
1. Beckedorf
2. Heuerßen
3. Lindhorst
4. Lüdersfeld

Il capoluogo è Lindhorst.